# Gottlieb Redecker
Gottlieb Wilhelm Eduard Redecker (ur. 30 kwietnia 1871, zm. 21 stycznia 1945 w Gütersloh) – niemiecki architekt i inżynier tworzący w Afryce Południowo-Zachodniej, autor projektu Kościoła Chrystusa oraz budynku parlamentu w Windhuku. 

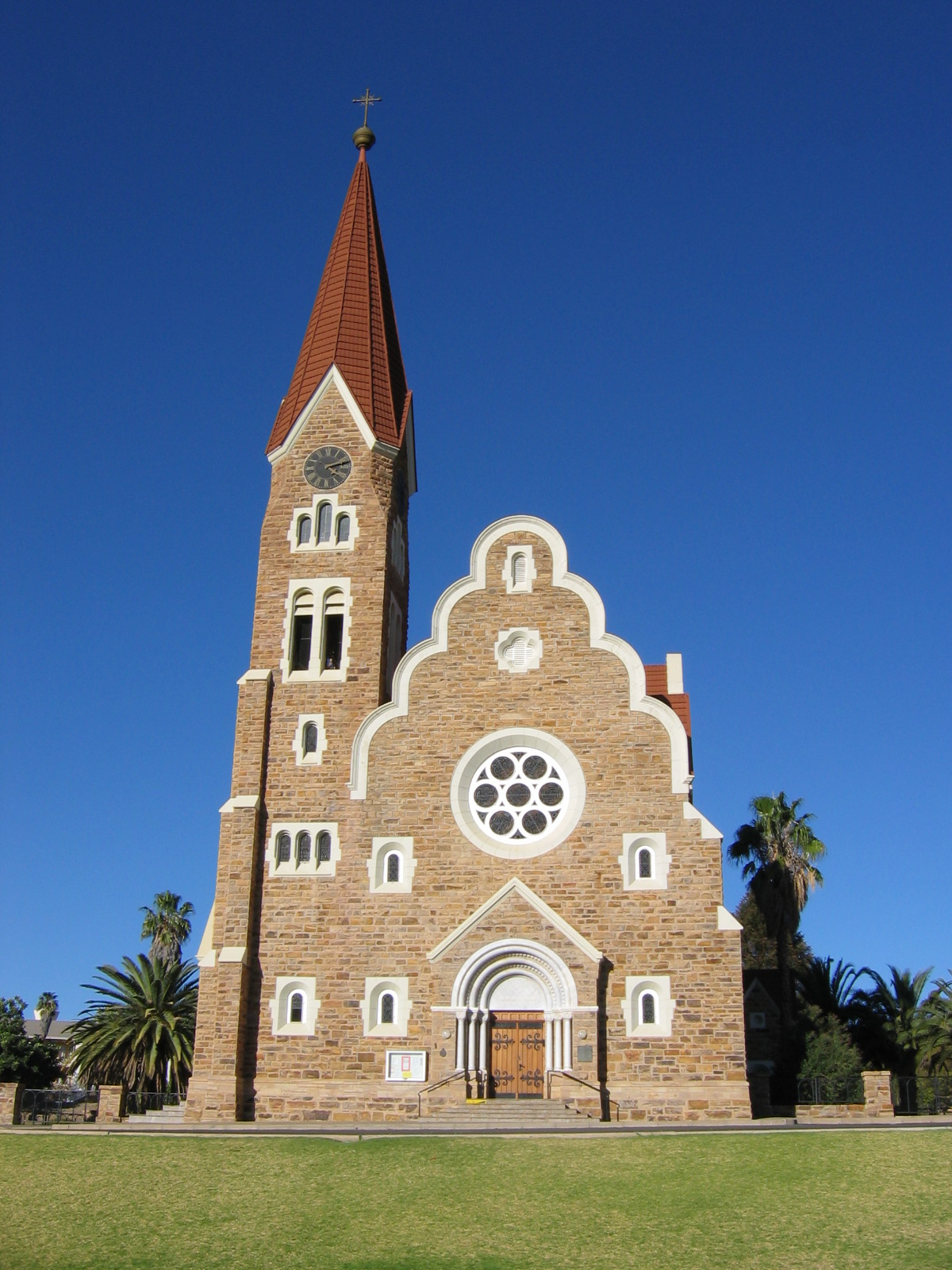
G. W. E. Redecker: kościół Chrystusa w Windhuku

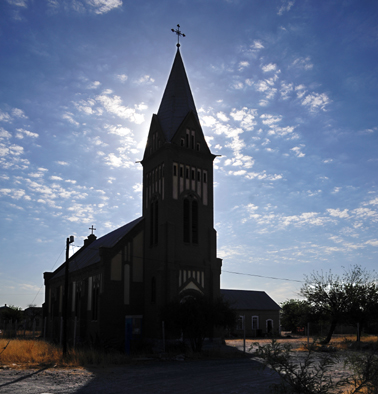
kościół Chrystusa w Karibibu

## Życiorys
Był pierwszym z siedmiu dzieci Johanna Wilhelma Redeckera oraz Marii Kardin Amalie Gronermeyer. Ojciec osiedlił się w 1867 w Otjimbingwe w Afryce Południowo-Zachodniej. W młodości Redecker uczęszczał do słynnej szkoły Augustineum, w której kształcili się później synowie wodza Samuela Maharero. W wieku 11 lat został wysłany do Niemiec, gdzie ukończył szkołę średnią oraz studia z dziedziny inżynierii. Trzy lata później powrócił do Otjimbingwe i został mianowany pierwszym architektem niemieckiej kolonii w Afryce. W Windhuku zaprojektował m.in. kościół Chrystusa oraz Pałac Atramentowy. 
Mówił płynnie w językach Damara i Herero. Zmarł w 1945 podczas nalotu bombowego na swój dom w Gütersloh.